# دييغو أوسيلا
دييغو أوسيلا مواليد 04 سبتمبر 1969، هو لاعب كرة سلة أرجنتيني سابق بدأ مسيرته الاحترافية في سنة 1988.

## فرق لعب لها
- بالاكانسترو فاريزي

## روابط خارجية
- دييغو أوسيلا على موقع الاتحاد الدولي لكرة السلة (الإنجليزية)
- دييغو أوسيلا على موقع الدوري الإسباني لكرة السلة (الإسبانية)
- دييغو أوسيلا على موقع كرة السلة الأوروبية.كوم (الإنجليزية)
- دييغو أوسيلا على موقع ريلجم (الإنجليزية)
- دييغو أوسيلا على موقع بروبوليرز (الإنجليزية)
- دييغو أوسيلا على موقع سبورتس رفرنس (الإنجليزية)
- دييغو أوسيلا على موقع أوليمبيديا (الإنجليزية)